# Aureilhan (Landes)
Pour les articles homonymes, voir Aureilhan.
Aureilhan est une commune du Sud-Ouest de la France, située dans le département des Landes (région Nouvelle-Aquitaine). Elle appartient au Pays de Born.

## Géographie

### Localisation
Aureilhan est une commune située dans le pays de Born, à deux kilomètres à l'est de Mimizan.

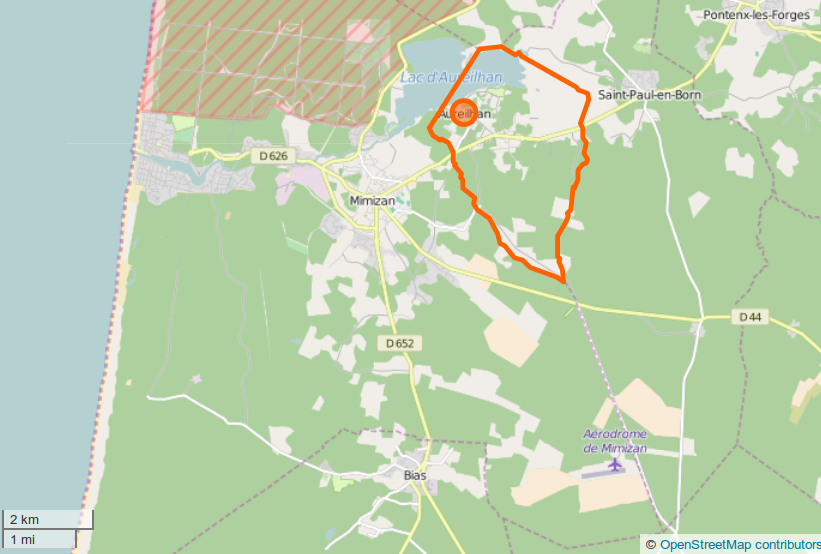
.

### Communes limitrophes
Les communes limitrophes sont  Mimizan, Saint-Paul-en-Born et Sainte-Eulalie-en-Born.
|         | Sainte-Eulalie-en-Born |                    |
| Mimizan | Aureilhan              | Saint-Paul-en-Born |
|         |                        |                    |

### Hydrographie
Le ruisseau d'Escource, alimentant l'étang d'Aureilhan, marque une frontière naturelle avec la commune limitrophe de Saint-Paul-en-Born.

### Climat
Pour des articles plus généraux, voir Climat de la Nouvelle-Aquitaine et Climat des Landes.
Historiquement, la commune est exposée à un climat océanique aquitain.  
En 2020, Météo-France publie une typologie des climats de la France métropolitaine dans laquelle la commune est exposée à un climat océanique et est dans la région climatique Littoral charentais et aquitain, caractérisée par une pluviométrie élevée en automne et en hiver, un bon ensoleillement, des hiver doux (6,5 °C), soumis à la brise de mer.
Pour la période 1971-2000, la température annuelle moyenne est de 13,4 °C, avec une amplitude thermique annuelle de 13,5 °C. Le cumul annuel moyen de précipitations est de 1 139 mm, avec 13,1 jours de précipitations en janvier et 7,4 jours en juillet. Pour la période 1991-2020, la température moyenne annuelle observée sur la station météorologique la plus proche, située sur la commune de Biscarrosse à 19 km à vol d'oiseau, est de 14,6 °C et le cumul annuel moyen de précipitations est de 851,5 mm,. Pour l'avenir, les paramètres climatiques de la commune estimés pour 2050 selon différents scénarios d’émission de gaz à effet de serre sont consultables sur un site dédié publié par Météo-France en novembre 2022.

## Urbanisme

### Typologie
Au 1er janvier 2024, Aureilhan est catégorisée bourg rural, selon la nouvelle grille communale de densité à sept niveaux définie par l'Insee en 2022.
Elle est située hors unité urbaine. Par ailleurs la commune fait partie de l'aire d'attraction de Mimizan, dont elle est une commune de la couronne,. Cette aire, qui regroupe 5 communes, est catégorisée dans les aires de moins de 50 000 habitants,.

### Occupation des sols

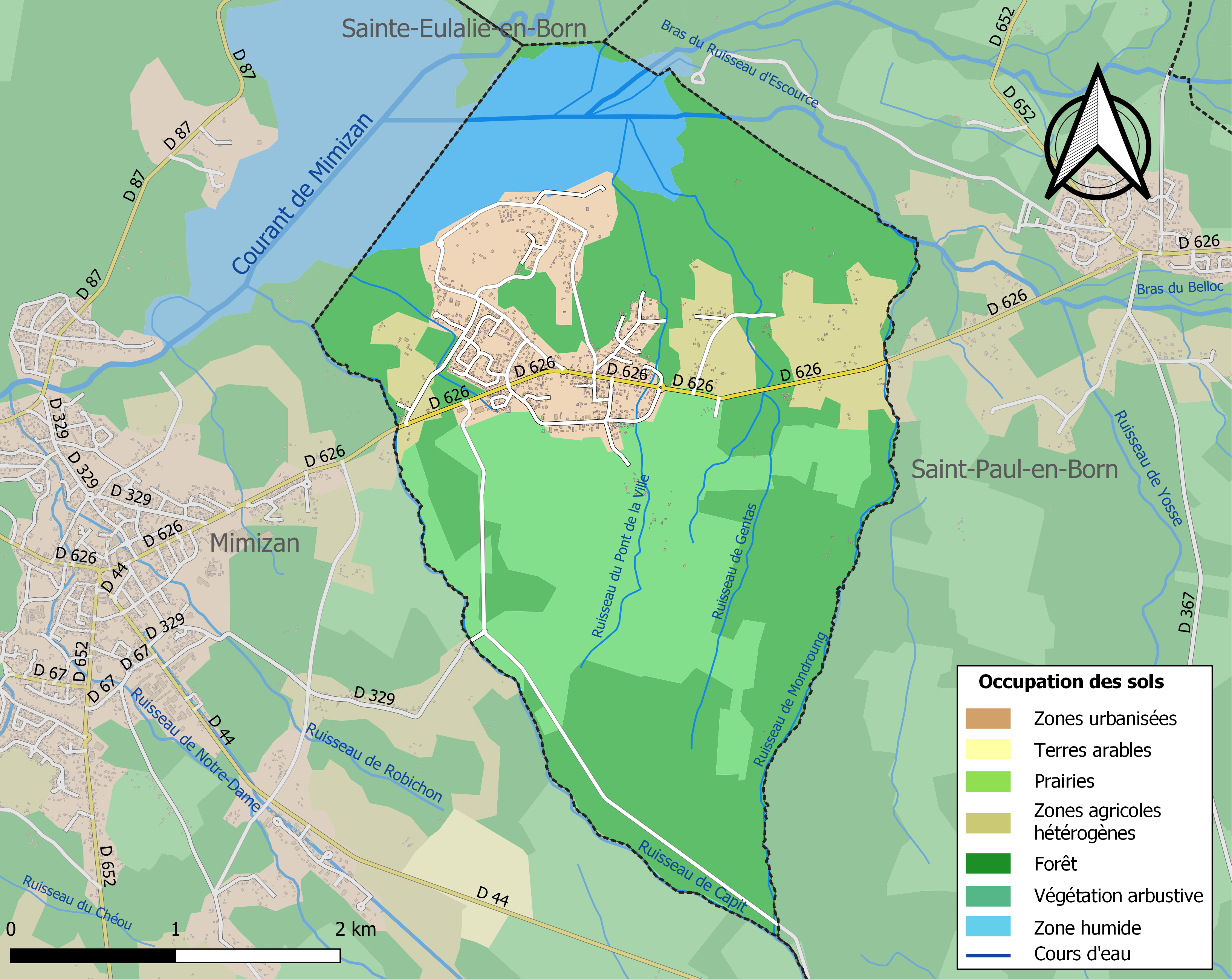
Carte des infrastructures et de l'occupation des sols de la commune en 2018 (CLC).

L'occupation des sols de la commune, telle qu'elle ressort de la base de données européenne d’occupation biophysique des sols Corine Land Cover (CLC), est marquée par l'importance des forêts et milieux semi-naturels (69,6 % en 2018), en diminution par rapport à 1990 (80,5 %). La répartition détaillée en 2018 est la suivante : forêts (44,9 %), milieux à végétation arbustive et/ou herbacée (24,7 %), zones urbanisées (11,7 %), eaux continentales (10,3 %), zones agricoles hétérogènes (8,4 %). L'évolution de l’occupation des sols de la commune et de ses infrastructures peut être observée sur les différentes représentations cartographiques du territoire : la carte de Cassini (XVIIIe siècle), la carte d'état-major (1820-1866) et les cartes ou photos aériennes de l'IGN pour la période actuelle (1950 à aujourd'hui).

### Risques majeurs
Le territoire de la commune d'Aureilhan est vulnérable à différents aléas naturels : météorologiques (tempête, orage, neige, grand froid, canicule ou sécheresse), feux de forêts, mouvements de terrains et séisme (sismicité très faible). Un site publié par le BRGM permet d'évaluer simplement et rapidement les risques d'un bien localisé soit par son adresse soit par le numéro de sa parcelle.
Aureilhan est exposée au risque de feu de forêt. Depuis le 20 avril 2016, les départements de la Gironde, des Landes et de Lot-et-Garonne disposent d’un règlement interdépartemental de protection de la forêt contre les incendies. Ce règlement vise à mieux prévenir les incendies de forêt, à faciliter les interventions des services et à limiter les conséquences, que ce soit par le débroussaillement, la limitation de l’apport du feu ou la réglementation des activités en forêt. Il définit en particulier cinq niveaux de vigilance croissants auxquels sont associés différentes mesures,.
Les mouvements de terrains susceptibles de se produire sur la commune sont des tassements différentiels.

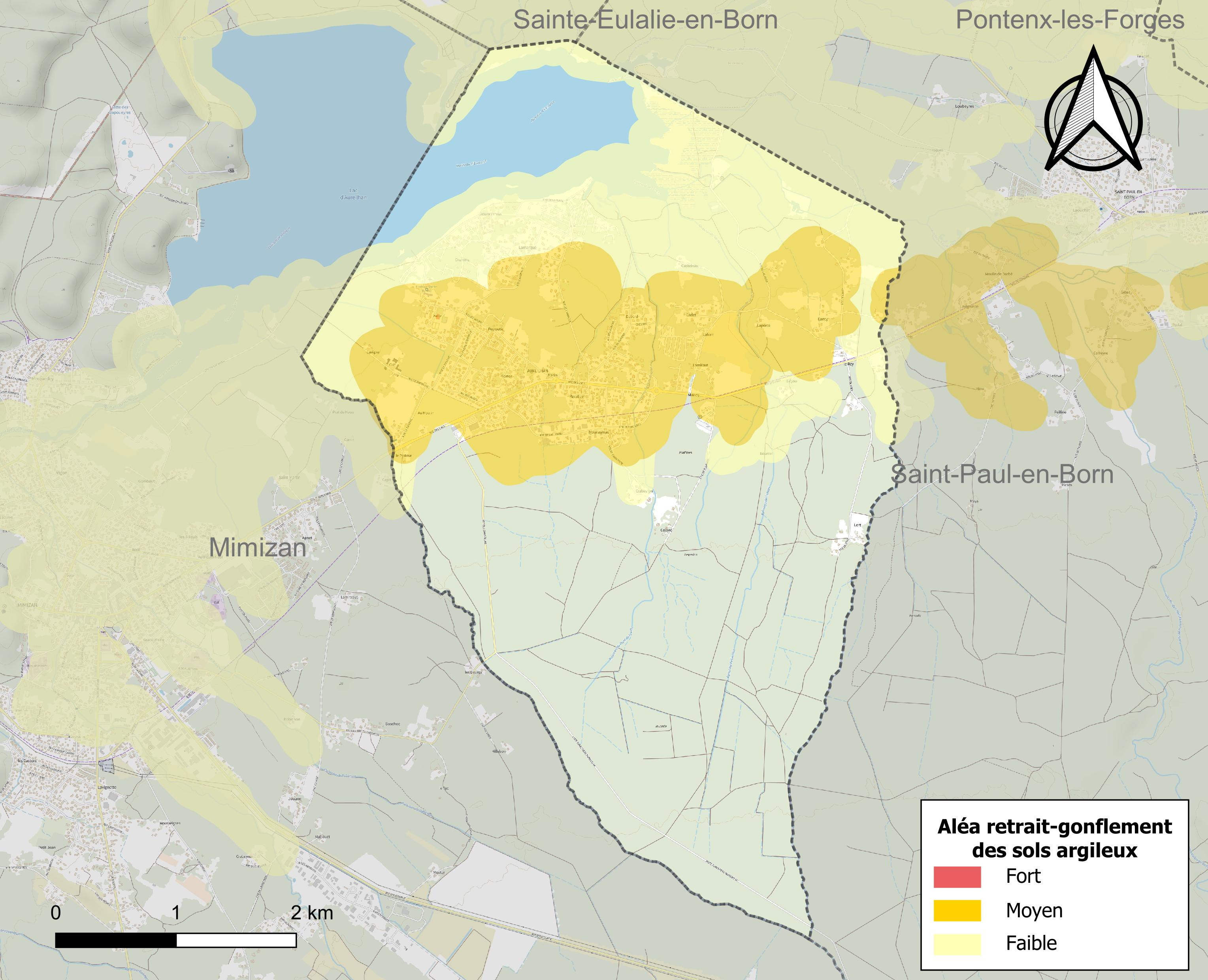
Carte des zones d'aléa retrait-gonflement des sols argileux d'Aureilhan.

Le retrait-gonflement des sols argileux est susceptible d'engendrer des dommages importants aux bâtiments en cas d’alternance de périodes de sécheresse et de pluie. 25,8 % de la superficie communale est en aléa moyen ou fort (19,2 % au niveau départemental et 48,5 % au niveau national). Sur les 700 bâtiments dénombrés sur la commune en 2019,  626 sont en aléa moyen ou fort, soit 89 %, à comparer aux 17 % au niveau départemental et 54 % au niveau national. Une cartographie de l'exposition du territoire national au retrait gonflement des sols argileux est disponible sur le site du BRGM,.
La commune a été reconnue en état de catastrophe naturelle au titre des dommages causés par les inondations et coulées de boue survenues en 1988, 1999, 2006, 2009 et 2020 et par des mouvements de terrain en 1999

## Toponymie
Ancien poste militaire romain, cette commune aurait aussi été le lieu d'un château féodal. La toponymie de cette commune, comme toutes les communes se finissant en an correspond à un lieu de passage, son nom latin a été Aurélius, venant du nom de Marc Aurele, empereur romain (26.04.121 / 17.03.180)
Cette commune est considérée aussi sur « l’itinéraire d'Antonin" (document du III eme siècle), malgré son nom rattaché à celui de l'empereur (source site FontainesdesLandes).

## Histoire
À proximité de la voie qui parcourait, du nord au sud, la région des grands lacs landais, Aureilhan est un site d’occupation humaine prolongée, dès l’époque gallo-romaine.
Citée par la suite dans un document du roi d’Angleterre date de 1281, Aureilhan n’a pas été le théâtre d’évènements notables. Un vignoble important existait au XVIIIe siècle et du vin était exporté. La commune a été animée à la fin du XIXe et XXe siècle par des tuileries et le travail de la gemme.
Le village est un lieu de passage de la voie de Soulac du pèlerinage de Saint-Jacques-de-Compostelle.

## Politique et administration
| Période                                  | Période      | Identité                 | Étiquette | Qualité                              |
| ---------------------------------------- | ------------ | ------------------------ | --------- | ------------------------------------ |
| Les données manquantes sont à compléter. |              |                          |           |                                      |
| 1876                                     | 1878         | Bertrand Soulan          |           |                                      |
| 1878                                     | 1884         | Pierre Dupuch            |           |                                      |
| 1884                                     | 1887         | Michel Boyau             |           |                                      |
| 1887                                     | août 1889    | Paul Sargos (1858-1917)  |           | Oncle de Roger Sargos                |
| 1889                                     | mai 1802     | Dominique Picat          |           |                                      |
| 1892                                     | juillet 1907 | Paul Sargos (1858-1917)  |           | Oncle de Roger Sargos                |
| 1907                                     | 1908         | Bernard Boyau            |           |                                      |
| 1908                                     | 1919         | Albert Soulan            |           |                                      |
| 1919                                     | 1925         | Jacques Picat            |           |                                      |
| 1925                                     | 1926         | Félix Fourcade           |           |                                      |
| 1926                                     | avril 1934   | Roger Sargos             |           | Ingénieur Général des Eaux et Forêts |
| 1934                                     | 1945         | Pierre Soulan            |           |                                      |
| 1945                                     | 1959         | Charles-Aubin Baris      |           |                                      |
| 1959                                     | 1983         | Gaston Fourcade          |           |                                      |
| 1983                                     | 1995         | Bernard Boyau            |           |                                      |
| juin 1995                                | mars 2001    | Bertrand Soulan          |           | Dentiste                             |
| mars 2001                                | mars 2014    | Michèle Birochau         | UMP       | Infirmière retraitée                 |
| mars 2014                                | En cours     | Jean-Richard Saint-Jours | DVG       | Cadre commercial retraité            |

## Démographie
L'évolution du nombre d'habitants est connue à travers les recensements de la population effectués dans la commune depuis 1793. Pour les communes de moins de 10 000 habitants, une enquête de recensement portant sur toute la population est réalisée tous les cinq ans, les populations de référence des années intermédiaires étant quant à elles estimées par interpolation ou extrapolation. Pour la commune, le premier recensement exhaustif entrant dans le cadre du nouveau dispositif a été réalisé en 2008.

En 2022, la commune comptait 1 117 habitants, en évolution de +5,78 % par rapport à 2016 (Landes : +5,78 %, France hors Mayotte : +2,11 %).
| 1793 | 1800 | 1806 | 1821 | 1831 | 1836 | 1841 | 1846 | 1851 |
| ---- | ---- | ---- | ---- | ---- | ---- | ---- | ---- | ---- |
| 189  | 122  | 217  | 237  | 260  | 325  | 305  | 310  | 322  |

| 1856 | 1861 | 1866 | 1872 | 1876 | 1881 | 1886 | 1891 | 1896 |
| ---- | ---- | ---- | ---- | ---- | ---- | ---- | ---- | ---- |
| 339  | 340  | 388  | 404  | 380  | 357  | 354  | 385  | 351  |

| 1901 | 1906 | 1911 | 1921 | 1926 | 1931 | 1936 | 1946 | 1954 |
| ---- | ---- | ---- | ---- | ---- | ---- | ---- | ---- | ---- |
| 365  | 384  | 336  | 355  | 345  | 369  | 308  | 324  | 345  |

| 1962 | 1968 | 1975 | 1982 | 1990 | 1999 | 2006 | 2008 | 2013  |
| ---- | ---- | ---- | ---- | ---- | ---- | ---- | ---- | ----- |
| 408  | 452  | 482  | 504  | 562  | 640  | 831  | 884  | 1 048 |

| 2018  | 2022  | - | - | - | - | - | - | - |
| ----- | ----- | - | - | - | - | - | - | - |
| 1 071 | 1 117 | - | - | - | - | - | - | - |

## Culture locale et patrimoine

### Lieux et monuments
- Étang d'Aureilhan : étang

- Canal des Landes
- Église Sainte-Ruffine d'Aureilhan

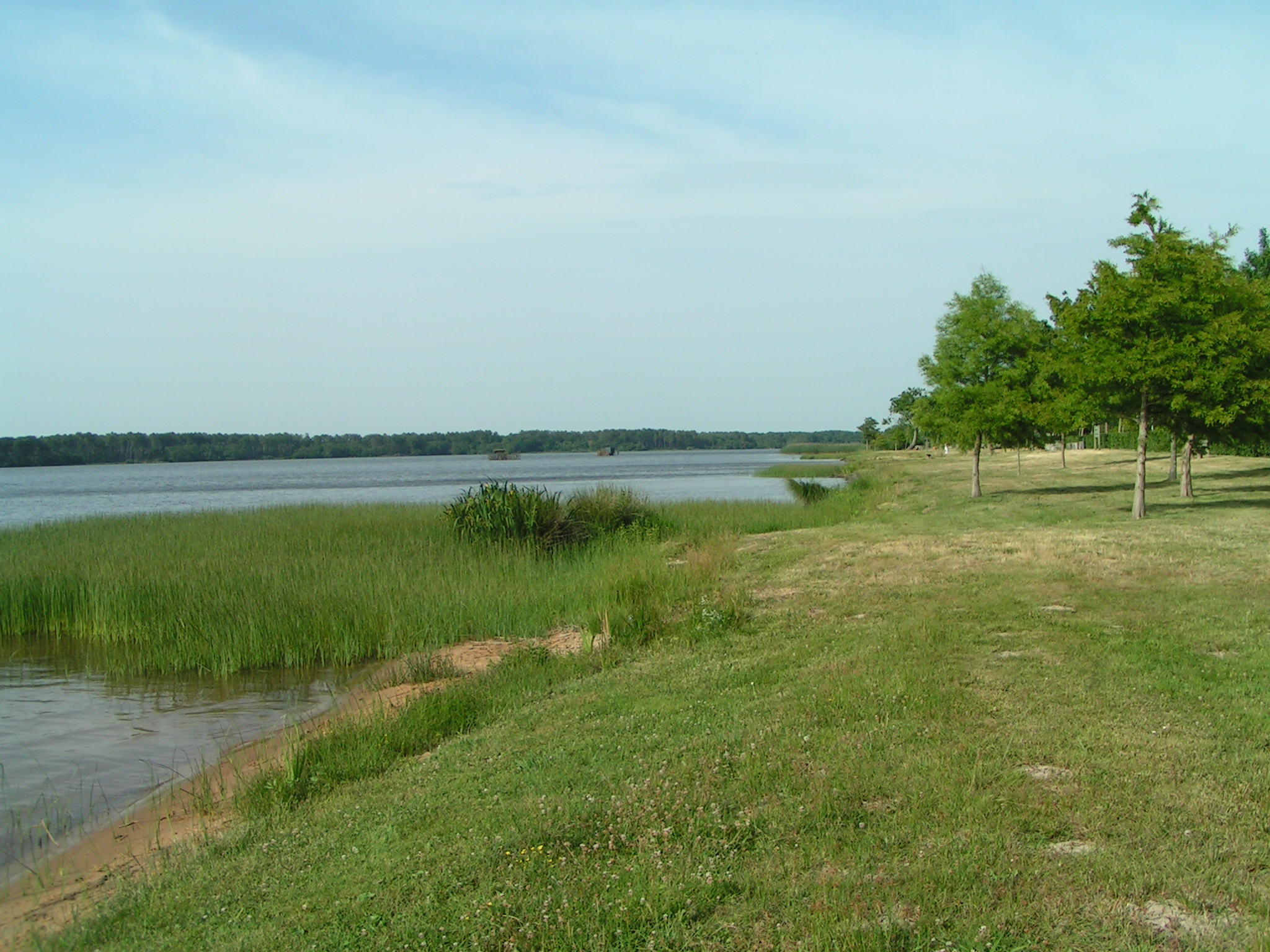
Étang d'Aureilhan.

- Le château Darricau : en 1823, Pierre Sargos l’aîné (1795-1862), arrière-grand-père de Roger Sargos, achète à la veuve du général Augustin Darricau, ce domaine qui comprenait notamment l’ancien manoir Darricau, près duquel Pierre Sargos fait construire le château actuel et ses dépendances dont l’atelier des résines[25].

### Personnalités liées à la commune
- Saint Mommolin (? - 679), deuxième abbé de l'abbaye de Fleury (Saint-Benoît-sur-Loire), à la fin de sa vie, de retour du pèlerinage de Saint-Jacques-de-Compostelle, il effectua une halte à Aureilhan, où il aurait fait surgir miraculeusement une eau de source.
- Roger Sargos (1888, Pissos - 1966, Bordeaux), maire de la commune de 1926 à 1934